# Амаев, Асламбек
Асламбе́к Ама́ев (род. Грозный) — советский и российский боксёр, чемпион СНГ среди профессионалов, мастер спорта СССР. Тренер.

## Биография
Тренировался под руководством Владимира Моребиса (умер в марте 1987 года), а затем Хамзата Джабраилова. Дважды становился чемпионом РСФСР — в 1987 и 1989 годах. Затем перешёл в профессиональный бокс. Выиграл чемпионат СНГ среди профессионалов. Провёл пять боёв на профессиональном ринге, из которых выиграл три. Не проиграл ни одного боя нокаутом. После завершения спортивной карьеры перешёл на тренерскую работу.

## Профессиональная карьера
| Бой | Рекорд | Дата                  | Соперник           | Место боя              | Метод                | Дополнительно                            |
| --- | ------ | --------------------- | ------------------ | ---------------------- | -------------------- | ---------------------------------------- |
| 5   | 3-2    | 21 сентября 1991 года | Роман Сотников     | Азербайджан, Баку      | Единогласное решение | титул чемпиона СССР среди профессионалов |
| 4   | 3-1    | 17 августа 1991 года  | Марат Джакиев      | Россия, Грозный        | Единогласное решение |                                          |
| 3   | 2-1    | 1 октября 1990 года   | Александр Панин    | Россия                 | Единогласное решение |                                          |
| 2   | 1-1    | 30 сентября 1990 года | Роман Сотников     | Россия, Ростов-на-Дону | Единогласное решение |                                          |
| 1   | 1-0    | 1 февраля 1990 года   | Александр Талалаев | Россия                 | Единогласное решение | профессиональный дебют                   |